# Самия Сулуху Хасан
Самѝя Сулу̀ху Ха̀сан (на суахили: Samia Suluhu Hassan) е танзанийски политик от Партията на революцията.
Родена е на 27 януари 1960 година в Макундучи, Занзибар, в мюсюлманско семейство на учител. През 1986 година завършва публична администрация в Института за управление на развитието, а през 1994 година защитава магистратура по икономика в Манчестърския университет. От 2000 година заема длъжности в правителството на автономния регион Занзибар. През 2010 година е избрана в парламента на Танзания, през 2015 година става вицепрезидент при президента Джон Магуфули, а след неговата смърт през 2021 година става президент на Танзания.